# Pietro Beato

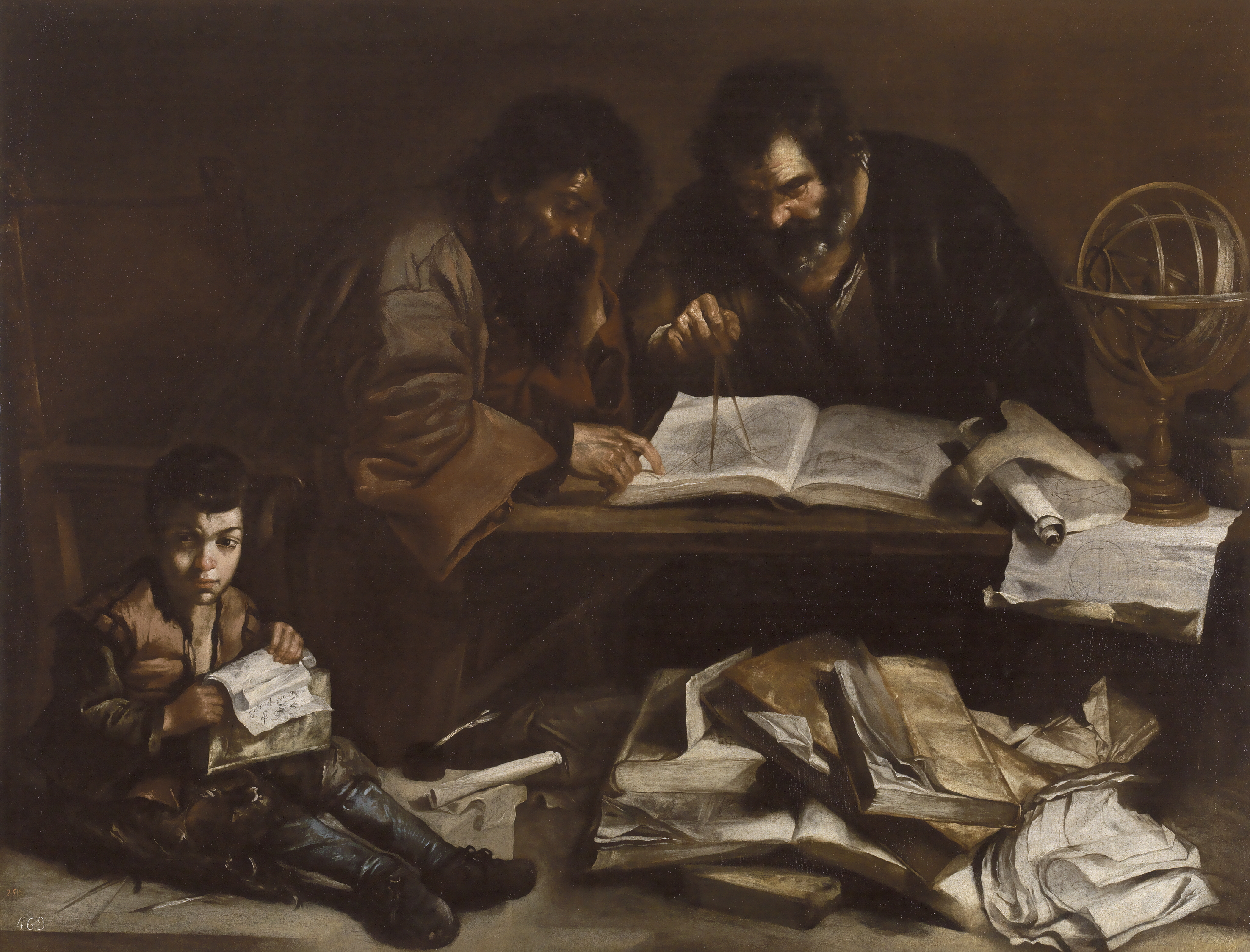
Dos filósofos, óleo sobre lienzo, 155 x 203 cm, Madrid, Museo del Prado.

Pietro Beato (Nápoles, ca. 1601-Nápoles, 1653) fue un pintor barroco italiano.
Nacido en Nápoles en 1601 o 1602, consta que en 1628 recibió como aprendiz a Bartolomeo Bassante, que en 1636 contrajo matrimonio con una sobrina de su maestro, aunque Dominici lo creía discípulo de Ribera y fiel imitador de su estilo naturalista. De su biografía se sabe que estuvo casado con Margherita Garsia y que falleció en Nápoles en 1653. Antiguos inventarios mencionan cuadros de asunto religioso y mitológico pintados por él, así como cuadros de filósofos, al modo riberesco, aunque ninguna de las obras de las que existe documentación se ha conservado. Al morir dejaba sin acabar —y quizá sin siquiera haberlo empezado— un cuadro de altar para la iglesia de Santa Maria della Sanità acabado años más tarde por Agostino Beltrano.
Se le han atribuido un San Onofre, copia de Ribera, firmado con las iniciales PB (Matera, Palazzo Lanfranchi), y, por Gabriele Finaldi, el cuadro titulado Dos filósofos del Museo del Prado procedente de la colección real, en la que estuvo atribuido a Ribera en el inventario del Palacio Real de 1814. La inscripción «beat», escrita invertida en uno de los libros caídos en desorden en el suelo del estudio de los dos filósofos o astrónomos del Museo del Prado (en depósito en la embajada de España en Montevideo), es lo que permitiría asignar la composición a un pintor del que, por el momento, no se conoce más obra.